# Great American Family
Pour les articles homonymes, voir GAC.
Great American Family (ou GAC) est une chaîne de télévision américaine spécialisée orientée vers de la programmation pour la famille aux valeurs conservatrices.

## Histoire
La chaîne a été le 31 décembre 1995 par Jones Radio Networks en tant que Great American Country, diffusant des clips de musique country. Le premier clip diffusé à l'époque fut celui de la chanson The Thunder Rolls de Garth Brooks.
Scripps Networks Interactive racheta GAC le 12 octobre 2004. Scripps Networks, basée à Knoxville, Tennessee, est connu pour diriger plusieurs chaînes sur l'art de vivre dont HGTV, Food Network, DIY Network et Fine Living. La compagnie a été séparée de E. W. Scripps Company en juillet 2008.
En plus des clips vidéo country qu'elle diffuse, le programme comprend également performances musicales spéciales et des concerts live.
GAC et ABC Radio Networks sont partenaires dans la production d'une émission de nuit appelée GAC Nights: Live from Nashville présenté par Suzanne Alexander, Storme Warren, et Nan Kelley des studios de Nashville.
En mars 2018, Discovery fait l'acquisition de Scripps.
En février 2020, le président de Hallmark Channel, William J. Abbott (en), démissionne à la suite d'une controverse concernant le retrait de quatre publicités qui se terminent avec deux femmes s'embrassant sur l'autel, pour la compagnie spécialisée dans le mariage Zola (en). Un an plus tard, à l'aide d'investisseurs, il achète la chaîne Great American Country et forme Great American Media (en). La chaîne change de nom pour Great American Family en septembre 2021 et implante le même style de programmation de Hallmark Channel, soit des téléfilms originaux et une programmation du temps des fêtes. La seule exception étant le manque de représentation des minorités visibles et des personnages LGBTQ+. GAC signe quelques têtes d'affiches de Hallmark, dont Danica McKellar et Candace Cameron Bure.